# Batalla de Dolores (1891)
La batalla de Dolores o de San Francisco ocurrió el 15 de febrero de 1891, durante la campaña del norte en la guerra civil.

## Desarrollo
Con el fin de retomar Pisagua, que había caído en las manos congresistas después de una batalla el 6 de febrero, una columna al mando del coronel Eulogio Robles abandonó Iquique el día 14 por ferrocarril. Los delegados al mando del coronel Estanislao Del Canto se atrincheraron en las colinas cercanas al cerro Dolores.
El 15 de febrero a las 15 horas se produjo el choque de fuerzas opuestas y después de tres horas de lucha, el gobierno, superado en número, fue derrotado después de haber perdido la mitad de sus tropas.